# Sigurd Mathiesen
Sigurd Wilhelm Mathiesen (ur. 30 sierpnia 1873 w Horten, zm. 4 stycznia 1951 w Billingstad) – szermierz, szpadzista reprezentujący Norwegię, uczestnik letnich igrzysk olimpijskich w 1912 roku.